# Kothegala, Hunsur
Kothegala là một làng thuộc tehsil Hunsur, huyện Mysore, bang Karnataka, Ấn Độ.